# 保·埃查尼斯
保·埃查尼斯·帕尔（西班牙語：Pau Echaniz Pal，2001年5月29日—），西班牙男子皮划艇运动员，2023年欧洲运动会男子单人皮艇激流回旋团体金牌得主、2024年夏季奥林匹克运动会男子单人皮艇激流回旋铜牌得主。